# ورگم پقونا، ریو دو ژانیرو
ورگم پقونا، ریو دو ژانیرو (به پرتغالی: Vargem Pequena, Rio de Janeiro) یک منطقهٔ مسکونی در برزیل است که در ریودو ژانیرو واقع شده‌است.